# Wastelands: Stories of the Apocalypse

Coperta antologiei

Wastelands: Stories of the Apocalypse (cu sensul de Ținuturi goale: Povestiri ale Apocalipsei) este o antologie de ficțiune post-apocaliptică publicată de Night Shade Books în ianuarie 2008, editată de John Joseph Adams.
Antologia include 22 de povestiri, plus o introducere a editorului. Potrivit site-ului oficial al antologiei, „Wastelands explorează întrebări științifice, psihologice și filosofice despre ceea ce înseamnă a rămâne uman în urma Armaghedonului.”

## Cuprinsul antologiei
1. Introduction de John Joseph Adams
2. The End of the Whole Mess de Stephen King
3. Salvage de Orson Scott Card
4. The People of Sand and Slag de Paolo Bacigalupi
5. Bread and Bombs de M. Rickert
6. How We Got In Town and Out Again de Jonathan Lethem
7. Dark, Dark Were the Tunnels de George R. R. Martin
8. Waiting for the Zephyr de Tobias S. Buckell
9. Never Despair de Jack McDevitt
10. When Sysadmins Ruled the Earth de Cory Doctorow
11. The Last of the O-Forms de James Van Pelt
12. Still Life With Apocalypse de Richard Kadrey
13. Artie’s Angels de Catherine Wells
14. Judgment Passed de Jerry Oltion
15. Mute de Gene Wolfe
16. Inertia de Nancy Kress
17. And the Deep Blue Sea de Elizabeth Bear
18. Speech Sounds de Octavia E. Butler
19. Killers de Carol Emshwiller
20. Ginny Sweethips’ Flying Circus de Neal Barrett, Jr.
21. The End of the World as We Know It de Dale Bailey
22. A Song Before Sunset de David Grigg
23. Episode Seven: Last Stand Against the Pack in the Kingdom of the Purple Flowers de John Langan
24. Appendix: For Further Reading de John Joseph Adams